# Tanygnathus lucionensis
Tanygnathus lucionensis е вид птица от семейство Psittaculidae. Видът е почти застрашен от изчезване.

## Разпространение
Видът е разпространен в Индонезия, Малайзия и Филипините.